# Martin Klimpfinger
Martin Klimpfinger (* 20. Dezember 1955 in Klagenfurt) ist ein österreichischer Pathologe und Universitätsprofessor. Klimpfinger war von 1997 bis 2020 Leiter des Pathologisch-Bakteriologischen Institutes des Sozialmedizinischen Zentrum Süd – Klinik Favoriten, dem früheren Kaiser Franz Josef-Spital, einem akademischen Lehrkrankenhaus der Medizinischen Universität Wien. Außerdem war er von 2015 bis 2016 Präsident und von 2017 bis 2018 Past-Präsident der Österreichischen Gesellschaft für Klinische Pathologie und Molekularpathologie, früher Österreichische Gesellschaft für Pathologie – Austrian Division der International Academy of Pathology. Aktuell ist er seit 2019 als Vorstandsmitglied der Gesellschaft für die Öffentlichkeitsarbeit zuständig.

## Leben
Klimpfinger studierte Medizin an der Medizinischen Fakultät der Karl-Franzens-Universität (KFU) in Graz (seit 2004: Medizinische Universität Graz), wo er 1983 promovierte. 1983/84 war er am Institut für Pathologische Anatomie der KFU (Vorstand H. Denk) tätig, 1984 an der Abteilung für Innere Medizin des Krankenhauses der Barmherzigen Brüder Graz-Eggenberg (Vorstand O. Eber), 1984/85 an der Chirurgischen Universitätsklinik der KFU (Vorstand J. Kraft-Kinz). 1985 begann er die Facharztausbildung Pathologie am Institut für Pathologische Anatomie der KFU, die er 1989 abschloss. Seit 1991 ist er Zusatzfacharzt für Zytodiagnostik, 1993 folgte die Habilitation für das gesamte Fach Pathologie am Institut für Pathologische Anatomie der KFU.
Bei Studienaufenthalten am King’s College London, an der Medizinischen Hochschule Hannover, der Universität Erlangen, am Armed Forces Institute of Pathology in Washington D.C. und der University of California, Los Angeles widmete er sich vorwiegend der gastrointestinalen Pathologie und hier wiederum onkologischen Fragestellungen, was seinen Niederschlag in vier wissenschaftlichen Preisen und 554 wissenschaftlichen Arbeiten, Vorträgen, Workshops und klinisch-pathologischen Großkonferenzen gefunden hat.
Von 1993 bis 1996 war er Assistenzprofessor am Institut für Pathologische Anatomie der KFU, seit 1994 ist er Zusatzfacharzt für Humangenetik. 1997 bekam er an der KFU den Amtstitel „Außerordentlicher Universitätsprofessor“ verliehen, 1999 den Berufstitel „Außerordentlicher Universitätsprofessor“. Außerdem übte er an der KFU mehrere administrative Tätigkeiten aus, darunter verschiedene Laborleiterfunktionen am Institut für Pathologische Anatomie (1994–1997).
1997 erfolgte die Bestellung zum ärztlichen Institutsvorstand (Primararzt) des Pathologisch-Bakteriologischen Instituts des Sozialmedizinischen Zentrums Süd – Klinik Favoriten, früher Kaiser-Franz-Josef-Spital (Wien), welches er bis Ende 2020 leitete. Zwischen 1998 und 2000 war er maßgeblich am Neubau und an der Reorganisation dieses Instituts beteiligt. Unter anderem baute er am Institut zusammen mit seinem Kollegen Wolfgang Hulla ein modernes molekularpathologisches Labor auf, das heute als ein überregionales Diagnostik- und Referenzzentrum für die moderne molekularpathologische Diagnostik fungiert.
Seit 2021 ist er als Gast-Professor am Klinischen Institut für Pathologie der Medizinischen Universität Wien tätig. Als Facharzt für Klinische Pathologie und Molekularpathologie sowie Zusatzfacharzt für Humangenetik und Zusatzfacharzt für Zytodiagnostik arbeitet Klimpfinger weiterhin in seinem Privatlabor in Wien, wo er neben der täglichen histologischen Diagnostik auch Konsiliarbefunde erstellt.
In den Jahren 2015/16 war er Präsident der Österreichischen Gesellschaft für Pathologie/IAP Austria, 2017/18 fungierte er als Past-Präsident und ist seit 2019 als Vorstandsmitglied der Gesellschaft für die Öffentlichkeitsarbeit zuständig.

## Wissenschaftliche Preise
- Höchst-Preis der Medizinischen Fakultät Graz (1988)
- Friedrich-Wewalka-Gedächtnis-Preis der Österreichischen Gesellschaft für Gastroenterologie und Hepatologie (1990)
- Höchst-Preis der Medizinischen Fakultät Graz (1991)
- S.-Canning-Childs-Stiftung-Preis für medizinische Behandlung und Forschung (2003)[6]

## Wissenschaftliche Arbeiten und Vorträge
- 152 Originalarbeiten, Übersichten, Buchbeiträge
- 156 wissenschaftliche Vorträge oder Poster mit Abstracts
- 213 wissenschaftliche und Fortbildungs-Vorträge ohne Abstracts
- 8 diagnostische und methodische Workshops
- 25 klinisch-pathologische Großkonferenzen

## Weitere Tätigkeiten

### Mitarbeit in Qualitätssicherungskommissionen
Klimpfinger war und ist Mitglied bzw. Vorsitzender mehrerer interner und externer Qualitätssicherungskommissionen. Unter anderem ist er seit 2014 Mitglied der Qualitätssicherungskommission des Krankenhauses der Barmherzigen Schwestern in Wien.

### Mitarbeit in Vorständen und Beiräten
Klimpfinger war und ist Mitglied von Vorständen und Beiräten wissenschaftlicher Gesellschaften bzw. Journale. Z. B. ist er Reviewer für verschiedene internationale wissenschaftliche Journale (seit 1993 u. a. „Virchows Archiv“, „Liver“, „Endoscopy“, „Acta chirurgica Austriaca/European Surgery“) sowie seit 2001 Mitglied des deutschsprachigen TNM-Komitees der International Union against Cancer (Union Internationale Contre le Cancer) / UICC.

### Weitere Mitgliedschaften
Er ist Mitglied der Deutschen Krebsgesellschaft, der Österreichischen Gesellschaft für Klinische Pathologie und Molekularpathologie / IAP Austria, der Österreichischen Gesellschaft für Mikrobiologie, Präventivmedizin und Umweltschutz, der Österreichischen Gesellschaft für Angewandte Zytologie, der Österreichischen Gesellschaft für Infektiologie, der Arbeitsgemeinschaft für Chirurgische Onkologie und der Academia Medecinae Lech.